# Kreis Heinsberg
Kreis Heinsberg är ett distrikt i Nordrhein-Westfalen, Tyskland.
I distriktet börjar motorvägen A46.

## Historik
Området tillföll Preussen 1815, som 1816 skapade tre distrikt Heinsberg, Erkelenz och Geilenkirchen. 1932 slogs ihop distrikten Heinsberg och Geilenkirchen samman. Och 1972 tillfördes även distriktet Erkelenz. 1975 fick distriktet sin nuvarande storlek när distriktet Niederkrüchten överfördes till Kreis Viersen.

## Ingående orter
| Städer                                                                                               | Distrikt                             |
| --- | ------------------------------------ |
| 1. Erkelenz 2. Geilenkirchen 3. Heinsberg 4. Hückelhoven 5. Übach-Palenberg 6. Wassenberg 7. Wegberg | 1. Gangelt 2. Selfkant 3. Waldfeucht |

1. ↑  hämtat från: tyskspråkiga Wikipedia.[källa från Wikidata]
2. ↑  läs online, www.landesdatenbank.nrw.de .[källa från Wikidata]
3. ↑  läs online, www.destatis.de .[källa från Wikidata]